# Нижні Адам-Учі
Нижні А́дам-Учі́ (рос. Нижние Адам-Учи) — присілок в Граховському районі Удмуртії, Росія.

## Населення
Населення — 96 осіб (2010; 114 у 2002).
Національний склад станом на 2002 рік:
- удмурти — 64 %
- росіяни — 31 %

## Господарство
В присілку діють початкова школа та клуб.

## Історія
За даними 10-ї ревізії 1859 року в присілку було 27 дворів та проживало 286 осіб. До 1921 року присілок входив в склад Граховської волості Єлабузького повіту, потім — Можгинського повіту. З 1924 року присілок входив до складу Русько-Адам-Учинської сільської ради, але вже 1925 року — в складі Граховської сільської ради. У 2004 році присілок увійшло до складу Кам'янського сільського поселення.

## Урбаноніми[3]
- вулиці — Колгоспна, Морозова, Нова, Річкова